# Asano Naganori
Asano Naganori, japonski daimjo, * 28. september 1667, † 21. april 1701.
Naganori je bil daimjo Ako hana med letoma 1675 in do svoje smrti. Zaradi poskusa umora Kira Jošinake ga je šogun Tsunayoshi obsodil na seppuku, ritualni samomor.